# Переездная
Перее́здная (укр. Переїзна ) — пассажирская и грузовая железнодорожная станция города Лисичанск. Относится к Луганскому отделению Донецкой железной дороги. Линия не электрифицирована. участок в сторону станций Лисичанск и Волчеярская — двухпутный, в сторону станции Новозолотарёвка — однопутный. На станции останавливаются только пригородные поезда, однако ранее останавливались также и пассажирские поезда.

## История

### Ранняя история станции
История железнодорожной станции тесно связана со строительством большого количества промышленных предприятий в городе Лисичанск. В городе возникла проблема доставки продукции в другие регионы государства, в связи с чем и было решено строить железную дорогу в данном регионе. Более того, одним из тех, кто призывал к строительству железной дороги в Лисичанске, был Дмитрий Менделеев.
Участок железной дороги Лисичанск — Купянск-Попасная, на котором расположена станция Переездная, был построен 3 мая 1879, а вот сама станция открылась немного позже — в 1894-м году. Изначально станция носила название Любимовка, но учитывая, населённых пунктов с таким названием достаточно большое количество, в 1902-м году станция получила современное название.
Сразу же после открытия на станцию прибыл первый грузовой поезд, а затем — и первый пассажирский протяжённостью 39,9 версты. Этот участок, как и вся тогдашняя Донецкая каменноугольная железная дорога, был построен акционерным обществом «Донецкая дорога», владельцем которого был русский промышленник и меценат Савва Иванович Мамонтов.
В связи с активным развитием промышленности в городе, от станции было проложено большое количество подъездных путей к Содовому заводу. Кроме этого, к железнодорожной станции была проложена дополнительные однопутный участок так называемой Лисичанской агломерации, для обслуживания предприятий и шахт города. Однако линия является полностью грузовой, пассажирского движения на линиях никогда не было.
Особо активное движение поездов по станции наблюдалось в период 70-х — 80-х годов XX столетия. В связи с этим проект электрификации участка Сватово — Попасная, который впоследствии оказался неосуществлённым. Дополнительно планировалось электрифицировать линию Переездная — Северск для того, чтобы снизить эксплуатационные расходы на транспортировку грузов Содового завода. Были установлены столбы для установки электрифицированной линии, но в связи с его закрытием проект также является неосуществлённым. Но зато для транспортировки продукции от завода до железнодорожной станции была открыта канатная дорога.

### Современная история станции
После распада СССР начались массовые отмены пригородных поездов по всей Донецкой железной дороге. В связи с этим количество пригородных поездов, следовавших через станцию, значительно уменьшилось.
Также если ранее на станции останавливалась часть пассажирских поездов дальнего следования, но в последние годы на станции останавливаются лишь пригородные поезда

### Станция во времена вооружённого конфликта на востоке Украины
Военные события, происходящие на востоке Украины с весны 2014 года, не могли не повлиять на работу станции. Начиная с 22 мая 2014 года «Укрзализныця» на неопределённый срок закрыла движение всех поездов на участке Сватово — Лисичанск в связи с блокировкой железнодорожного моста на 942-м километре перегона Насветевич — Рубежное. 5 июня 2014 года вышеуказанный железнодорожный мост был взорван.
Изначально планировалось частично сохранить пригородное сообщение в направлении станции Попасная, но на деле этого не произошло — и станция осталась полностью без пассажирского сообщения.
Постепенно ситуация в городе начала стабилизироваться, но восстановить пассажирское сообщение из-за взорванного моста было невозможно. Но, учитывая потребность местных жителей в железнодорожном сообщении, «Укрзализныця» 6 сентября 2014 года за свой счёт начала ремонт моста. Через несколько недель, 23 сентября ремонт моста был завершён, и уже на следующий день после длительного перерыва на станцию вновь прибыл первый пригородный поезд — и пригородное движение было восстановлено до станции Сватово и станции Венгеровка.
Начиная с 21 ноября 2014 года все пригородные поезда, следующие через станцию, вновь были полностью отменены. Причина отмены кроется в отсутствии финансирования государственного предприятия «Донецкая железная дорога». Немного позднее ряд СМИ распространили информацию о возобновлении курсирования пригородных поездов через станцию с 28 ноября, однако на деле этого не произошло.
29 декабря 2014 года был зарегистрирован законопроект, согласно станция часть инфраструктуры Донецкой железной дороги, которая расположена на подконтрольной Украине территории, временно должна быть передана Приднепровской и Южной железным дорогам. В частности, моторвагонное депо Сватово, на балансе которого находится подвижной состав, совершающий пригородное сообщение через станцию Переездная, а также сама станция Переездная, должны быть переданы под управление Южной железной дороги.
После того, как данное распоряжение было введено в действие, пригородное сообщение было возобновлено и начиная с конца января осуществляется в направлении станций Сватово и Купянск-Узловой (через Сватово). Кроме этого, станция также является конечной для пригородных поездов, следующих от вышеуказанных станций.

## Пригородное сообщение по станции
Согласно графику движения пригородных поездов на 2018/2019 год, через станцию проходят ежедневно в каждом направлении по пять пар пригородных поездов. Дизеля при этом ходят равномерно в течение суток, в том числе и в ночное время.
В чётном направлении пригородные поезда следуют до станции Попасная в количестве пяти штук, в то время как в нечётном направлении поезда следуют до станции Сватово в таком же количестве.
Примечательно, что один из поездов следует не от станции Сватово, а от станции Купянск-Узловой, проходя при этом через Сватово. В то же время, в обратном направлении чтобы добраться до станции Купянск-Узловой, по станции Сватово придётся делать пересадку. Впрочем, дизель-поезда являются согласованными.
Следует отметить, что ряд пригородных поездов согласованы с пассажирскими поездами дальнего следования.
По станциям Купянск-Узловой и Камышеваха пассажиры имеют возможность пересесть на пригородные поезда других направлений.
Все пригородные поезда, следующие через станцию, представлены моделями дизельных поездов Д1, которые обслуживаются моторвагонным депо РПЧ-5 станции Сватово.
| № поезда | Маршрут движения           | № поезда | Маршрут движения   |
| -------- | -------------------------- | -------- | ------------------ |
| 6439     | Сватово — Попасная         | 6440     | Попасная — Сватово |
| 6441     | Сватово — Попасная         | 6442     | Попасная — Сватово |
| 6443     | Сватово — Попасная         | 6444     | Попасная — Сватово |
| 6329     | Купянск-Узловой — Попасная | 6332     | Попасная — Сватово |
| 6447     | Сватово — Попасная         | 6448     | Попасная — Сватово |

## Фотогалерея

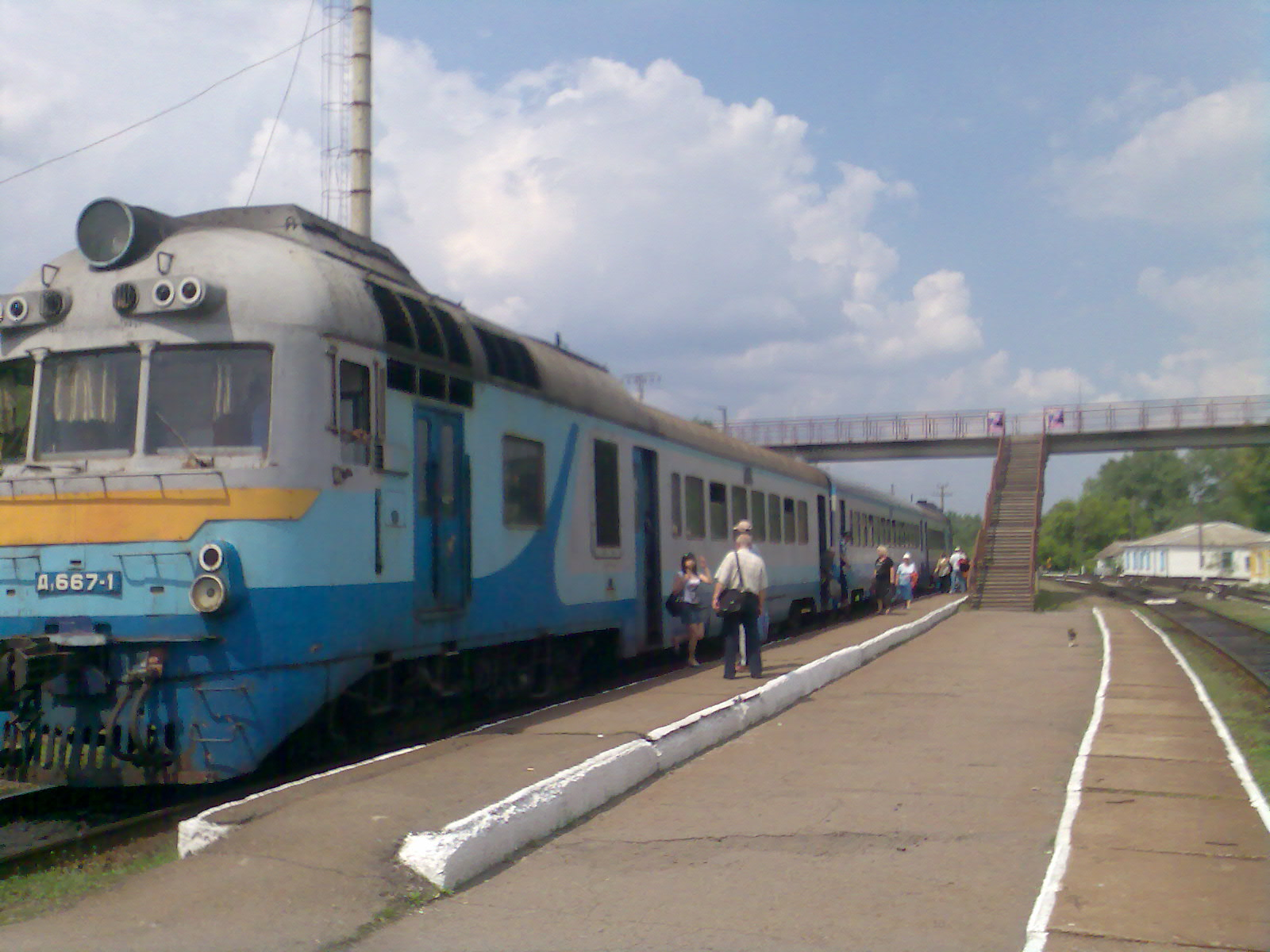
Дизель-поезд на станции